# Мокрэй, Билл
Уильям Джордж (Билл) Мокрэй (англ. William G. "Bill" Mokray; 6 июня 1907, Пассейик, Нью-Джерси — 21 марта 1974) — историк и статистик баскетбола. Автор статей в «Converse Basketball Yearbook», редактор и издатель «Официального путеводителя НБА», автор статьи об истории баскетбола в Британской энциклопедии. Член Зала славы баскетбола с 1965 года за значительный вклад в развитие баскетбола.

## Биография
Увлечение Билла Мокрэя баскетболом началось в старших классах средней школы Пассейика в годы, когда команды этой школы достигали наивысших в её истории успехов. Слабое зрение не позволяло Мокрэю играть самому, и он посвятил себя изучению истории и статистики баскетбола.
Окончив в 1929 году Род-Айлендский колледж, Мокрэй вскоре занял в этом вузе должность директора по информации и связям с общественностью. При нём студенческие сборные Род-Айленда получили название «Рэмс» (англ. Rams — «тараны»), ему же принадлежит заслуга популяризации тактики баскетбольного тренера Род-Айлендского университета Фрэнка Кини, основой которой были быстрые прорывы; 16-страничная брошюра Мокрэя «Два очка в минуту», вышедшая в 1940 году, принесла Кини общенациональную известность. В 1946 году, после создания профессионального баскетбольного клуба «Бостон Селтикс», Мокрэй перешёл в него, также на пост директора по связям с общественностью; позже он занимал в этой организации посты вице-президента и директора спортивного комплекса «Бостон-гарден».
Интерес Мокрэя к истории баскетбола и статистике привёл его в «Баскетбольный ежегодник „Конверс“» (англ. Converse Basketball Yearbook), для которого он писал статьи. Позже Мокрэй стал основателем и первым редактором «Официального путеводителя НБА» (англ. Official NBA Guide). Он был составителем 900-страничной «Баскетбольной энциклопедии „Рональд“» (англ. Ronald Encyclopedia of Basketball) и автором статьи об истории баскетбола в Британской энциклопедии. Данные Мокрэя по истории баскетбола до создания НБА и 1950-х годов во многих случаях являются уникальными, а его коллекция баскетбольной литературы при его жизни была самой большой в мире (после смерти передана в Зал славы баскетбола). Мокрэй также был первым председателем Комитета по наградам Зала славы баскетбола.
В 1965 году Билл Мокрэй как первый и ведущий историк баскетбола был включён в списки Зала славы баскетбола.